# Live in Hollywood (álbum)
Live in Hollywood es el segundo álbum en vivo del grupo mexicano RBD, publicado originalmente el 4 de abril de 2006 en Estados Unidos y en México. El mismo día se lanza el DVD titulado Live in Hollywood.
El álbum fue grabado en el primer concierto de la agrupación en Los Ángeles, el 21 de enero de 2006 en el famoso Pantages Theatre, como parte de su gira mundial Nuestro Amor Tour. El concierto fue en vivo, pero tuvo un estilo diferente al álbum Tour Generación RBD en vivo, siendo un show acústico.
El 19 de abril de 2006 se lanzó el primer sencillo del álbum, un nuevo tema, titulado «No pares» interpretado por Dulce María, la canción fue todo un triunfo en las radios mexicanas. La canción fue compuesta por Lynda Thomas y el productor Carlos Lara.

## Antecedentes y lanzamiento
El álbum se graba el 21 de enero de 2006 en el Pantages Theatre en Los Ángeles, Estados Unidos, como parte de su segunda gira mundial titulada Nuestro Amor Tour. Dicha concierto fue el primero que la agrupación realizó en los Estados Unidos, siendo un show lleno de colores, con un estilo acústico y contando con la colaboración de un coro góspel.
Christian Chávez, durante una entrevista, explicó que las canciones grabadas forman parte del álbum Nuestro amor, con la diferencia de que fueron grabadas en acústico, agregando «hay muchos instrumentos, cuerdas, percusiones y el producto final es algo muy padre, como más íntimo».
El álbum fue lanzado a la venta simultáneamente el 4 de abril de 2006 en México, Brasil y Estados Unidos. En España el álbum se lanza el 11 de diciembre de 2006. Al mismo tiempo se lanzó el DVD filmado el 21 de enero de 2006. Contiene mayormente los temas incluidos en su segundo álbum de estudio titulado Nuestro amor.

## Sencillos
El 19 de abril de 2006 se lanza el primer sencillo del álbum titulado «No pares». El tema es interpretado solo por Dulce María, el resto del grupo no participa en el tema. La canción fue compuesta por Lynda Thomas y el productor Carlos Lara. El video musical fue grabado en el DVD, y fue lanzada a modo de promoción del mismo. En 2007 el tema gana el Premio Orgullosamente Latino como canción latina del año.

## Recepción

### Crítica
Jason Birchmeier del sitio web Allmusic explica que el álbum contiene las canciones interpretadas en vivo de su nuevo álbum Nuestro amor y agrega «Una vez más, RBD no suena tan bien en vivo, encima del escenario, como lo hacen en el estudio, pero el rendimiento es muy animado, la gente está feliz, y todas las canciones clave está aquí: "Nuestro Amor", "Este Corazón", "Aún Hay Algo" y "Feliz Cumpleaños" en especial. Así, al menos, los fans deben estar satisfechos. Como beneficio adicional, hay una nueva versión de "Sólo Quédate en Silencio", uno de los éxitos de Rebelde, y también hay una nueva canción, "No Pares"».
Joey Guerra del sitio Amazon.com critica fuertemente el álbum así como también las voces de los integrantes de la agrupación, en especial la de la integrante Dulce María de la cual argumenta que esta «fuera de tono», finalmente agrega «Por su parte, la entusiasta multitud grita en cada entrada, cada salida y prácticamente cada palabra - bendiga sus corazones. En las manos de, bueno, cantantes, algunas de las canciones de RBD ("Este Corazón", "Solo Quédate En Silencio") podrían considerarse descaradamente como pop divertido. Tal como está, sin embargo, RBD chupa la energía y el alma de todo lo que sus voces entran en contacto. Sólo podemos aguantar la respiración -y nuestros oídos- hasta que la próxima moda española-pop se presente».

### Desempeño comercial
En América del Norte, el álbum cosecha un gran éxito. En México alcanzó la posición catorce del Mexican Albums Chart. Fue certificado como disco de oro por la Asociación Mexicana de Productores de Fonogramas y Videogramas (AMPROFON), por la venta de 50 000 copias. En Estados Unidos el álbum se posicionó en la posición ciento veinte del Billboard 200, logrando cinco semanas en el chart. Logró el cuarto puesto del Billboard Latin Pop Albums y sexto puesto del Billboard Top Latin Albums. Gracias a ello, Recording Industry Association of America (RIAA) le otorgó doble disco de platino por la venta de 200 000 copias en el país.
En Europa, el álbum tuvo una aceptable recepción. En España el álbum debutó en el puesto cuarenta y uno, alcanzando a la semana siguiente el puesto treinta y cuatro del Spanish Albums Chart.
En América del Sur, el álbum obtuvo una buena recepción desde su lanzamiento. En Brasil el álbum se posicionó en el segundo puesto del Brazilian Albums Chart, logrando permanecer doce semanas en la lista de ABPD. En Chile se posicionó en el cuarto puesto de la lista IFPI.

## Lista de canciones
- Edición estándar

| Live in Hollywood |                                                           |          |  |
| N.º               | Título                                                    | Duración |  |
| 1.                | «Tras de mí»                                              | 5:17     |  |
| 2.                | «Me voy»                                                  | 3:21     |  |
| 3.                | «Nuestro amor»                                            | 3:23     |  |
| 4.                | «Así soy yo»                                              | 3:37     |  |
| 5.                | «Que fue del amor»                                        | 3:40     |  |
| 6.                | «A tu lado»                                               | 3:38     |  |
| 7.                | «No pares»                                                | 4:15     |  |
| 8.                | «Fuera»                                                   | 4:12     |  |
| 9.                | «Solo para ti»                                            | 3:57     |  |
| 10.               | «Este corazón»                                            | 3:49     |  |
| 11.               | «Aún hay algo»                                            | 4:00     |  |
| 12.               | «Qué hay detrás»                                          | 3:44     |  |
| 13.               | «Medley» ("Rebelde"/"Solo quédate en silencio"/"Sálvame") | 8:30     |  |
| 14.               | «Feliz cumpleaños»                                        | 3:26     |  |
| 62:44             |                                                           |          |  |

| Live in Hollywood |                    |          |  |
| N.º               | Título             | Duración |  |
| 1.                | «Tras de mí»       | 5:17     |  |
| 2.                | «Me voy»           | 3:21     |  |
| 3.                | «Nuestro amor»     | 3:23     |  |
| 4.                | «Así soy yo»       | 3:37     |  |
| 5.                | «Que fue del amor» | 3:40     |  |
| 6.                | «A tu lado»        | 3:38     |  |
| 7.                | «No pares»         | 4:15     |  |
| 8.                | «Fuera»            | 4:12     |  |
| 9.                | «Solo para ti»     | 3:57     |  |
| 10.               | «Este corazón»     | 3:49     |  |
| 11.               | «Aún hay algo»     | 4:00     |  |
| 12.               | «Qué hay detrás»   | 3:44     |  |
| 13.               | «Feliz cumpleaños» | 3:26     |  |
| 57:46             |                    |          |  |

| Live in Hollywood |                                                |          |  |
| N.º               | Título                                         | Duración |  |
| 1.                | «Tras de mí»                                   | 5:17     |  |
| 2.                | «Me voy»                                       | 3:21     |  |
| 3.                | «Nuestro amor»                                 | 3:23     |  |
| 4.                | «Así soy yo»                                   | 3:37     |  |
| 5.                | «Que fue del amor»                             | 3:40     |  |
| 6.                | «A tu lado»                                    | 3:38     |  |
| 7.                | «No pares»                                     | 4:15     |  |
| 8.                | «Fuera»                                        | 4:12     |  |
| 9.                | «Solo para ti»                                 | 3:57     |  |
| 10.               | «Este corazón»                                 | 3:49     |  |
| 11.               | «Aún hay algo»                                 | 4:00     |  |
| 12.               | «Qué hay detrás»                               | 3:44     |  |
| 13.               | «Feliz cumpleaños»                             | 3:26     |  |
| 14.               | «Sólo quédate en silencio» (Versión Hollywood) | 3:32     |  |

| Live in Hollywood - Bonus track |                              |                    |          |  |
| N.º                             | Título                       | Escritor(es)       | Duración |  |
| 15.                             | «No pares» (versión estudio) | Lynda, Carlos Lara | 3:47     |  |

## Listas y certificaciones

### Semanales
| País           | Lista (2006-07)              | Mejor Posición |
| -------------- | ---------------------------- | -------------- |
| México         | AMPROFON - Top 100           | 14             |
| España         | PROMUSICAE - Top 100         | 34             |
| Estados Unidos | Billboard - Top Latin Albums | 6              |
| Estados Unidos | Billboard - Latin Pop Albums | 4              |
| Estados Unidos | Billboard 200                | 120            |
| Brasil         | ABPD - CD-TOP 40 Semanal     | 2              |
| Chile          | Chile CD-TOP 20 Semanal      | 4              |

### Anuales
| País           | Listas (2006)                | Posición |
| -------------- | ---------------------------- | -------- |
| Estados Unidos | Billboard - Top Latin Albums | 28       |
| Estados Unidos | Billboard - Latin Pop Albums | 12       |
| Brasil         | ABPD - CD-TOP 20 2006        | 15       |

### Certificaciones
| País           | Organismo certificador | Certificación | Ventas certificadas | Ref.                 |
| -------------- | ---------------------- | ------------- | ------------------- | -------------------- |
| Estados Unidos | RIAA                   | 2x Platino    | 200 000             | [ 10 ]               |
| México         | AMPROFON               | Oro           | 50 000              | [ 15 ] [ 16 ] [ 17 ] |
| Colombia       | ASINCOL                | Oro           | 10 000              | [ 18 ]               |

## Créditos y personal
Créditos por Live in Hollywood:
| - Pedro Damián - Compositor, productor ejecutivo - Camilo Lara - A&R, productor ejecutivo - Carlos Lara - Compositor, Didjeridu, productor - Guido Laris - Arreglos, Bajo sexto, dirección musical - Luis Luisillo Miguel - Productor asociado, fotógrafo - Marisol Alcelay - Manejo de producción - Raúl González Biestro - Productor Stereo Mix - Daniel Borner - Coordinación - Gustavo Borner - Mixing, grabación - Kara DioGuardi - Compositor - Jade Ell - Compositor - Leyla Hoyle - Coros - Peter Kent - Conducción de cuerdas - Iván Machorro - Arreglos | - Melissa Mochulske - A&R - Rafael Padilla - Percusión - Carolina Palomo - Coordinación, relaciones públicas - RBD - Artista primario - Fernando Roldán - Ingeniería - Mario Sandoval - Compositor - Maury Stern - Compositor - Maxine Willard Waters - Coros |

## Premios y nominaciones
El álbum Live in Hollywood fue nominado en distintas ceremonias de premiación. A continuación, una lista con algunas de las candidaturas que obtuvo el álbum y los sencillos del disco:
| Año  | Premios                       | Categoría                              | Resultado |
| ---- | ----------------------------- | -------------------------------------- | --------- |
| 2007 | Billboard Latin Music Awards  | Álbum pop latino del año - Dúo o grupo | Nominados |
| 2007 | Premios Orgullosamente Latino | Canción latina del año (No pares)      | Ganadores |

## Historial de lanzamiento
| País           | Fecha                   | Formato              | Discográfica |
| -------------- | ----------------------- | -------------------- | ------------ |
| México         | 4 de abril de 2006      | CD, Descarga digital | EMI          |
| Estados Unidos | 4 de abril de 2006      | CD, Descarga digital | EMI          |
| Brasil         | 4 de abril de 2006      | CD, Descarga digital | EMI          |
| España         | 11 de diciembre de 2006 | CD, Descarga digital | EMI          |